# بيرت براون
بيرت براون (بالإنجليزية: Bert Brown)‏ هو سياسي كندي، ولد في 22 مارس 1938 في كالغاري في كندا، وتوفي في 14 فبراير 2018. حزبياً، نشط في حزب المحافظين الكندي. وقد انتخب عضو مجلس الشيوخ الكندي.